# 東経22度線
東経22度線（とうけい22どせん）は、本初子午線面から東へ22度の角度を成す経線である。北極点から北極海、大西洋、ヨーロッパ、地中海、アフリカ、インド洋、南極海、南極大陸を通過して南極点までを結ぶ。
東経22度線は、西経158度線と共に大円を形成する。
アンゴラとザンビアの国境の一部は東経22度線である。

## 通過する地域一覧
東経22度線は、北極点から南極点まで南に向かって以下の場所を通っている。
| 地理座標                                             | 国土・領土・領海           | 備考                                                      |
| ---------------------------------------------------- | -------------------------- | --------------------------------------------------------- |
| 北緯90度0分 東経22度0分 / 北緯90.000度 東経22.000度  | 北極海                     |                                                           |
| 北緯80度8分 東経22度0分 / 北緯80.133度 東経22.000度  | ノルウェー                 | 北東島（スヴァールバル諸島）                              |
| 北緯79度22分 東経22度0分 / 北緯79.367度 東経22.000度 | バレンツ海                 |                                                           |
| 北緯78度33分 東経22度0分 / 北緯78.550度 東経22.000度 | ノルウェー                 | バレンツ島、エッジ島（スヴァールバル諸島）                |
| 北緯77度31分 東経22度0分 / 北緯77.517度 東経22.000度 | バレンツ海                 |                                                           |
| 北緯72度55分 東経22度0分 / 北緯72.917度 東経22.000度 | 大西洋                     | ノルウェー海                                              |
| 北緯70度39分 東経22度0分 / 北緯70.650度 東経22.000度 | ノルウェー                 | セール島（英語版）                                        |
| 北緯70度35分 東経22度0分 / 北緯70.583度 東経22.000度 | 大西洋                     | ノルウェー海                                              |
| 北緯70度19分 東経22度0分 / 北緯70.317度 東経22.000度 | ノルウェー                 |                                                           |
| 北緯69度3分 東経22度0分 / 北緯69.050度 東経22.000度  | フィンランド               |                                                           |
| 北緯68度32分 東経22度0分 / 北緯68.533度 東経22.000度 | スウェーデン               |                                                           |
| 北緯65度22分 東経22度0分 / 北緯65.367度 東経22.000度 | バルト海                   | ボスニア湾                                                |
| 北緯63度23分 東経22度0分 / 北緯63.383度 東経22.000度 | フィンランド               | 本土といくつかの島                                        |
| 北緯60度7分 東経22度0分 / 北緯60.117度 東経22.000度  | バルト海                   | ヒーウマー島（ エストニア）のすぐ西を通過                 |
| 北緯58度31分 東経22度0分 / 北緯58.517度 東経22.000度 | エストニア                 | サーレマー島                                              |
| 北緯58度14分 東経22度0分 / 北緯58.233度 東経22.000度 | バルト海                   |                                                           |
| 北緯57度59分 東経22度0分 / 北緯57.983度 東経22.000度 | エストニア                 | サーレマー島                                              |
| 北緯57度57分 東経22度0分 / 北緯57.950度 東経22.000度 | バルト海                   |                                                           |
| 北緯57度36分 東経22度0分 / 北緯57.600度 東経22.000度 | ラトビア                   |                                                           |
| 北緯56度25分 東経22度0分 / 北緯56.417度 東経22.000度 | リトアニア                 |                                                           |
| 北緯55度5分 東経22度0分 / 北緯55.083度 東経22.000度  | ロシア                     | カリーニングラード州（飛地）                              |
| 北緯54度20分 東経22度0分 / 北緯54.333度 東経22.000度 | ポーランド                 |                                                           |
| 北緯49度18分 東経22度0分 / 北緯49.300度 東経22.000度 | スロバキア                 |                                                           |
| 北緯48度23分 東経22度0分 / 北緯48.383度 東経22.000度 | ハンガリー                 |                                                           |
| 北緯47度23分 東経22度0分 / 北緯47.383度 東経22.000度 | ルーマニア                 |                                                           |
| 北緯44度38分 東経22度0分 / 北緯44.633度 東経22.000度 | セルビア                   |                                                           |
| 北緯42度20分 東経22度0分 / 北緯42.333度 東経22.000度 | 北マケドニア               |                                                           |
| 北緯41度8分 東経22度0分 / 北緯41.133度 東経22.000度  | ギリシャ                   |                                                           |
| 北緯38度23分 東経22度0分 / 北緯38.383度 東経22.000度 | コリンティアコス湾         |                                                           |
| 北緯38度19分 東経22度0分 / 北緯38.317度 東経22.000度 | ギリシャ                   | ペロポネソス半島                                          |
| 北緯37度1分 東経22度0分 / 北緯37.017度 東経22.000度  | 地中海                     |                                                           |
| 北緯32度54分 東経22度0分 / 北緯32.900度 東経22.000度 | リビア                     |                                                           |
| 北緯20度32分 東経22度0分 / 北緯20.533度 東経22.000度 | チャド                     |                                                           |
| 北緯13度6分 東経22度0分 / 北緯13.100度 東経22.000度  | スーダン                   |                                                           |
| 北緯12度38分 東経22度0分 / 北緯12.633度 東経22.000度 | チャド                     |                                                           |
| 北緯10度52分 東経22度0分 / 北緯10.867度 東経22.000度 | 中央アフリカ               |                                                           |
| 北緯4度14分 東経22度0分 / 北緯4.233度 東経22.000度   | コンゴ民主共和国           |                                                           |
| 南緯9度45分 東経22度0分 / 南緯9.750度 東経22.000度   | アンゴラ                   |                                                           |
| 南緯13度0分 東経22度0分 / 南緯13.000度 東経22.000度  | アンゴラ と ザンビアの国境 |                                                           |
| 南緯16度12分 東経22度0分 / 南緯16.200度 東経22.000度 | アンゴラ                   |                                                           |
| 南緯17度55分 東経22度0分 / 南緯17.917度 東経22.000度 | ナミビア                   | カプリビ回廊                                              |
| 南緯18度13分 東経22度0分 / 南緯18.217度 東経22.000度 | ボツワナ                   |                                                           |
| 南緯26度39分 東経22度0分 / 南緯26.650度 東経22.000度 | 南アフリカ共和国           | 北ケープ州 西ケープ州                                     |
| 南緯34度13分 東経22度0分 / 南緯34.217度 東経22.000度 | インド洋                   |                                                           |
| 南緯60度0分 東経22度0分 / 南緯60.000度 東経22.000度  | 南極海                     |                                                           |
| 南緯70度9分 東経22度0分 / 南緯70.150度 東経22.000度  | 南極大陸                   | ドローニング・モード・ランド（ ノルウェーが領有権を主張） |